# Iarnród Éireann
Iarnród Éireann (wymowa: ˈiəɾˠnˠɾˠoːdˠ ˈeːɾʲən̪ˠ, ang. Irish Rail) – narodowy irlandzki przewoźnik kolejowy. Spółka powstała 2 lutego 1987, jest spółką zależną od Coras Iompair Éireann (CIÉ). Obsługuje wewnętrzne połączenia międzymiastowe, podmiejskie i towarowe w Irlandii. W połączeniu z Northern Ireland Railways obsługuje połączenia pomiędzy Dublinem (Connolly Station) a Belfastem (Belfast Central) w Irlandii Północnej pod nazwą Enterprise.
Głównymi liniami kolejowymi Intercity są połączenia pomiędzy Dublinem a miastami: Belfast, Sligo, Ballina, Westport, Galway, Limerick, Ennis, Tralee, Cork, Waterford i europortem w Rosslare. Firma dodatkowo prowadzi usługi na liniach pomiędzy Limerick a miastami: Galway, Waterford i Ballybrophy (przez Nenagh) oraz w hrabstwie Cork.

## Tabor

### Intercity i Enterprise[2]
- SZT IE 22000 Class, produkcji Hyundai Rotem Co.& Tokyu Car Corporation
- De Dietrich, produkcji Alstom DDF
- Mark 4, produkcji CAF

### Commuter[3]
- SZT IE 2600 Class, produkcji Tokyu Car Corporation
- SZT IE 2700 Class, produkcji GEC Alstom
- SZT IE 2750 Class, produkcji GEC Alstom
- SZT IE 2800 Class, produkcji Tokyu Car Corporation
- SZT IE 29000 Class, produkcji CAF

### DART[4]
- EZT IE 8100 Class, produkcji Alstom
- EZT IE 8200 Class, produkcji Alstom
- EZT IE 8500 Class, produkcji Tokyu Car Corporation
- EZT IE 8510 Class, produkcji Tokyu Car Corporation
- EZT IE 8520 Class, produkcji Tokyu Car Corporation

### Lokomotywy[5]
- 201 Class Loco, produkcji General Motors Locomotive Group (GMLG)
- 071 Class Loco, produkcji General Motors Electro Motive Division (EMD)
- 141 Class Loco, produkcji General Motors Electro Motive Division (EMD)